# Emmanuel del Rey
Pour les articles homonymes, voir Del Rey.
Emmanuel del Rey, né le 18 mai 1966 à Épinal, est un céiste français de slalom. 
Il participe aux Jeux olympiques d'été de 1992 à Barcelone et aux Jeux olympiques d'été de 1996 à Atlanta, terminant respectivement huitième et cinquième en C2 slalom avec Thierry Saïdi.
Il est médaillé d'argent en canoë biplace (C2) par équipe aux Championnats du monde 1985 à Augsbourg. Aux Championnats du monde 1989 à Savage River, il est médaillé d'or en C2 par équipe et médaillé de bronze en C2. Il remporte la médaille d'or en C2 par équipe et la médaille de bronze en C2 aux Championnats du monde 1991 à Tacen puis la médaille d'argent en C2 par équipe aux Championnats du monde 1993 à Mezzana et aux Championnats du monde 1995 à Nottingham. Aux Championnats du monde 1997 à Três Coroas, il est médaillé d'or en C2 par équipe.